# Makita Engineering Germany

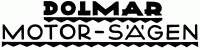
Dolmar-Logo von 1927

Die Makita Engineering Germany GmbH (früher Dolmar GmbH) war einer der ältesten Hersteller von Benzin-Motorsägen. Der Unternehmenssitz befindet sich in Hamburg-Wandsbek. Was in den Anfängen mit der Herstellung von Kettensägen begann, hatte sich zu einem breit aufgestellten Vertriebsunternehmen von Forst- und Gartengeräten entwickelt. Im Vertrieb befanden sich neben Kettensägen auch Motorsensen, Wippkreissägen, Rasenmäher, Rasentraktoren, Holzspalter, Trennschneider, Sicherheitskleidung und Forstwerkzeug, jeweils mit dem dazugehörigen Zubehör und Ersatzteilservice.

## Geschichte
Im Jahre 1927 präsentierte der Unternehmensgründer Emil Lerp seine erste Benzinkettensäge Typ A auf dem Berg Dolmar in Südthüringen. Zuvor war er als Verkaufsleiter Nord für das Unternehmen Emil Ring Company (Rinco-Sägen) tätig, ebenso wie Andreas Stihl im selben Unternehmen für den Bereich Süd. Das Unternehmen wurde anschließend nach dem Berg Dolmar benannt. Dabei zeigte das erste Logo von 1927 den Namen und stilisierte Sägeketten. Das Logo von 1950 zeigt zwei Arbeiter beim Fällen eines Baumes mit der neueren 2-Mann-Säge vom Typ CL, die bis 1964 gebaut wurde. 1975 erwarb Fichtel & Sachs eine Mehrheitsbeteiligung. 1987 übernahm Mannesmann Fichtel & Sachs und damit auch Sachs-Dolmar, bis sie 1991 eine 100%ige Tochter des japanischen Elektrowerkzeugherstellers Makita Corp wurde. Im April 2015 wurden Marketing und Inlandsvertrieb von der Makita Werkzeug GmbH aus Ratingen übernommen und im Oktober 2015 wurde die Dolmar GmbH in Makita Engineering Germany GmbH umbenannt. Am 30. Oktober 2020 wurde bekannt gegeben, dass die Makita-Gruppe einschließlich Dolmar zum 31. März 2022 die Produktion von benzinbetriebenen Produkten einstellt. Zu einem unbekannten Zeitpunkt zwischen 6. Dezember 2022 und 4. März 2023 wurde die Marke Dolmar eingestellt. Im Dezember 2023 waren zumindest noch fabrikneue Kettensägen der Marke erhältlich.

### Technische Meilensteine
1927 wurde die 2-Mann-Kettensäge Typ A gebaut. Die Säge wog 58 Kilogramm. 1953 baute Dolmar erstmals eine 1-Mann-Kettensäge, den Typ CP (noch mit Schwimmervergaser und Wendegetriebe). Vier Jahre später folgte die Motorsäge Typ CF mit Membranvergaser ohne Wendegetriebe. 1975 stellte Sachs-Dolmar die erste Wankel-Kettensäge vor: Die KMS4 (Kreiskolben-MotorSäge 4-Takt) mit Wankelmotor. 2004 wurde als Werbegag die Dolmette präsentiert, ein Motorrad mit 24 Kettensägenmotoren als Antrieb. Gleichzeitig wurde der Prototyp der Viertakt-Kettensäge präsentiert.

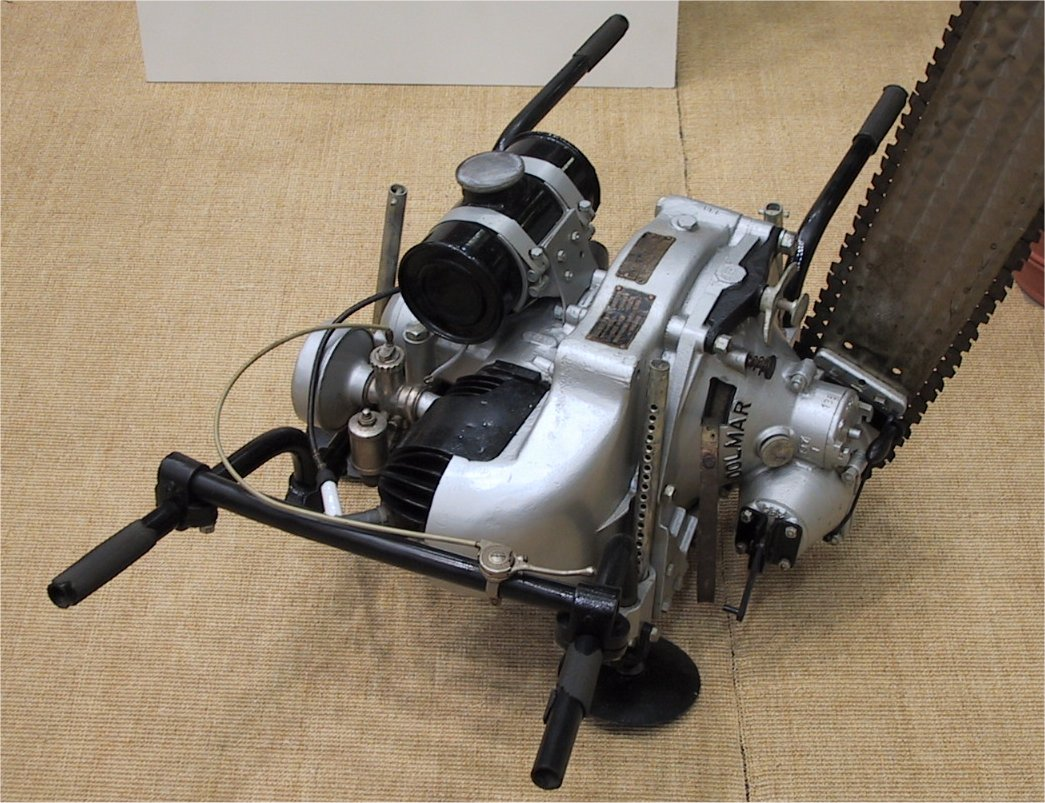
1927: Dolmar Kettensäge Typ A
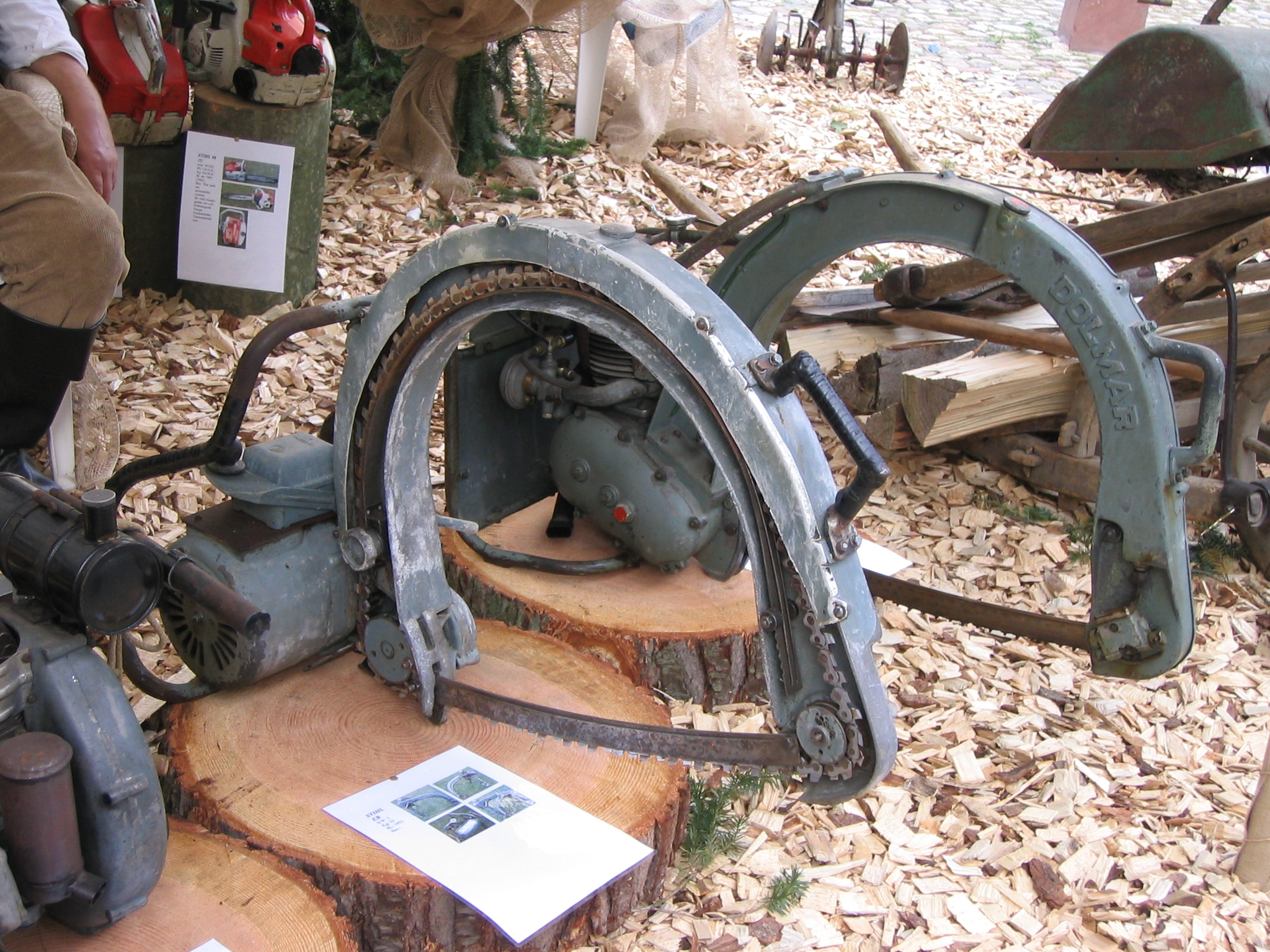
Zwei Holzsägen von Dolmar, rechts das Modell CK (1951–59)
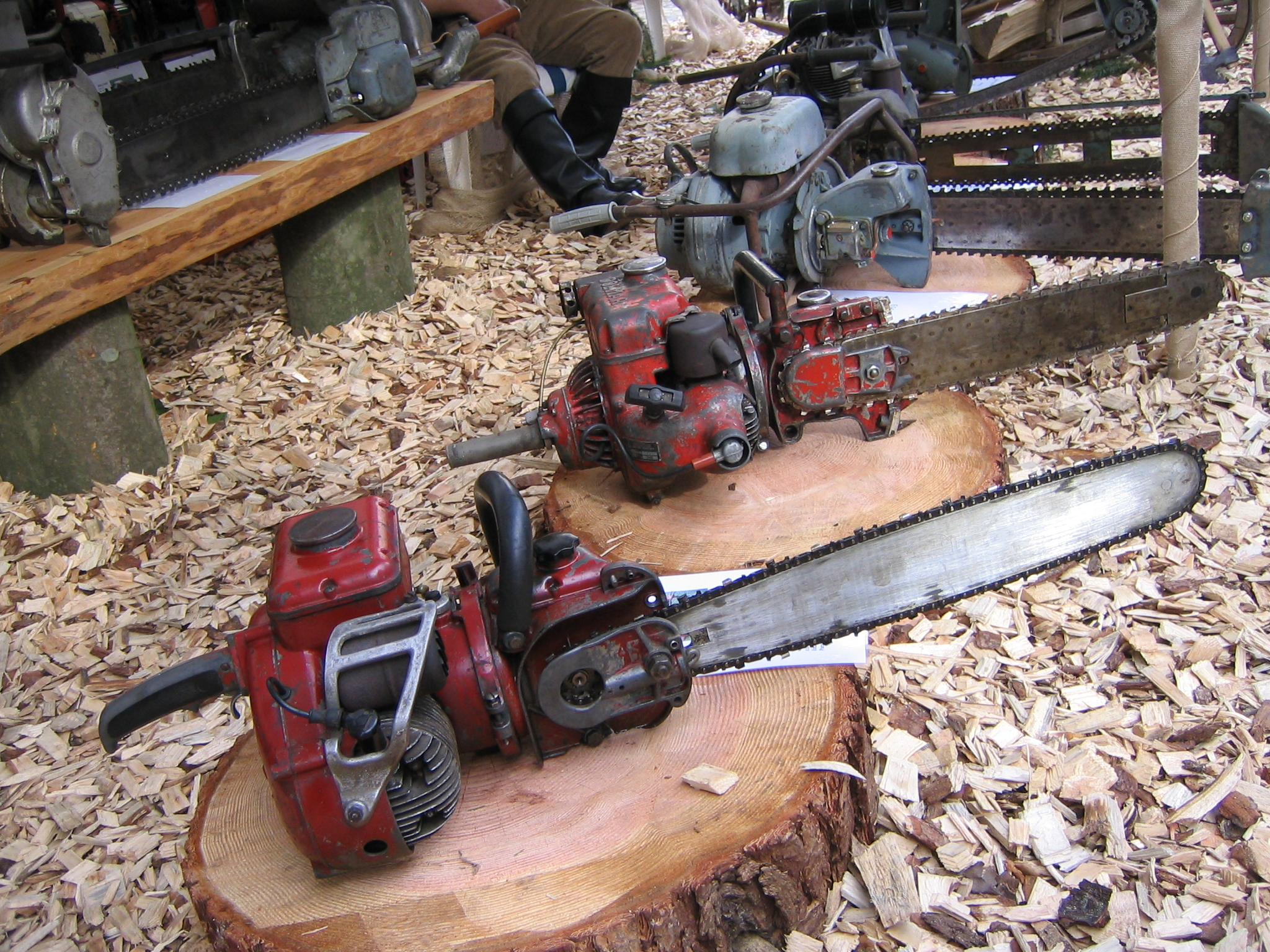
Dolmar-Kettensägen (in rot), dahinter zwei Modelle des Konkurrenten Stihl
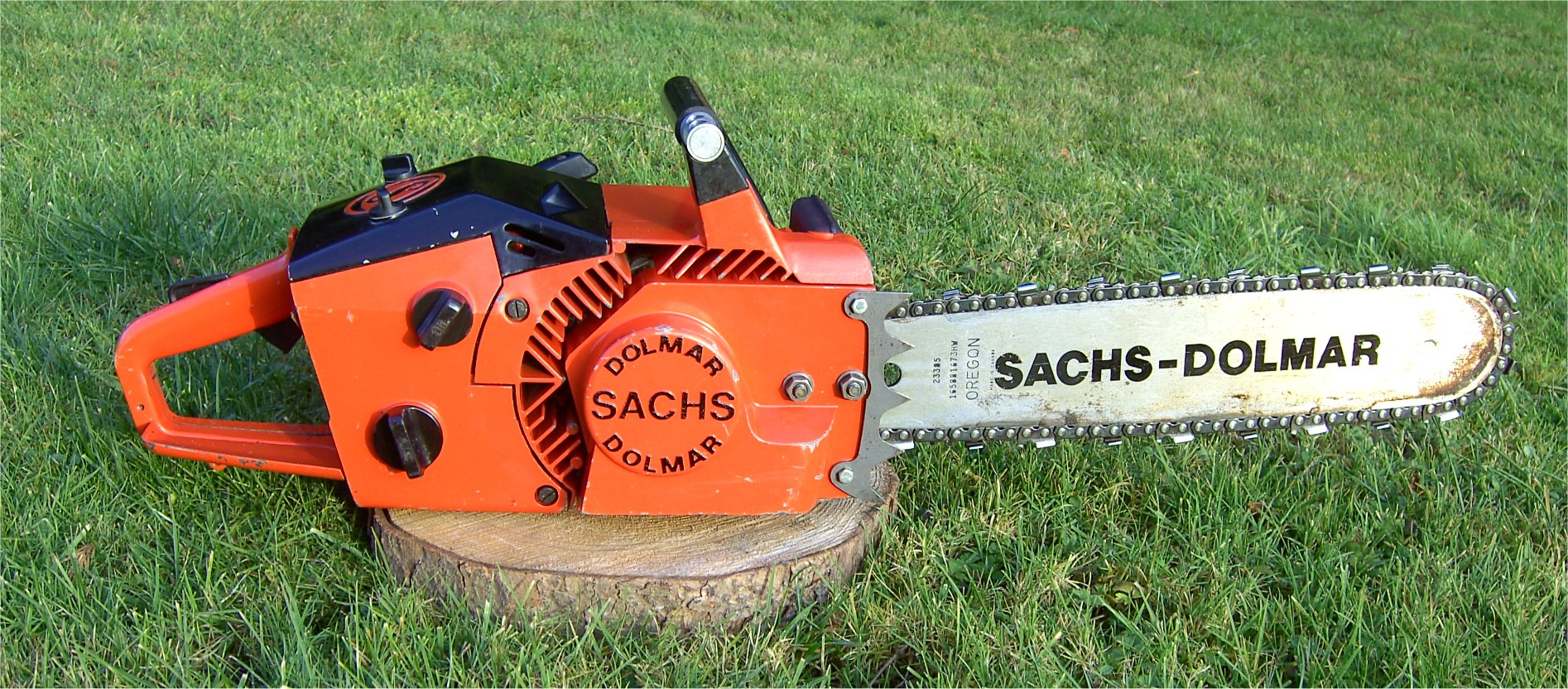
1975: Sachs-Dolmar Wankelmotor-Kettensäge KMS4

### Behelfsschlepperbau
1949 konstruierte das Unternehmen einen dreirädrigen „Behelfsschlepper“. Ein luftgekühlter Einzylinder-Vergasermotor (Bohrung x Hub 68 × 68 mm, Hubraum 250 cm³, 8 PS) trieb das Fahrzeug an. Es wog 400 kg und hatte ein Getriebe mit einem Rückwärts- und 3 Vorwärtsgängen, dazu ein Vorgelege-Getriebe. Das als „Dolmar Rückeschlepper“ oder auch „Eiserner Esel“ bezeichnete Fahrzeug wurde bis 1952 gebaut.